# Paris-Rouen (cyclisme)
Pour les articles homonymes, voir Paris-Rouen.
Le Paris-Rouen est une course cycliste sur route disputée en France, entre Paris et Rouen, et dont la première édition, qui a eu lieu le dimanche 7 novembre 1869,, est considérée comme la première course cycliste d'endurance de ville à ville. D'autres éditions ont ensuite eu lieu depuis 1895.

## Histoire de la course

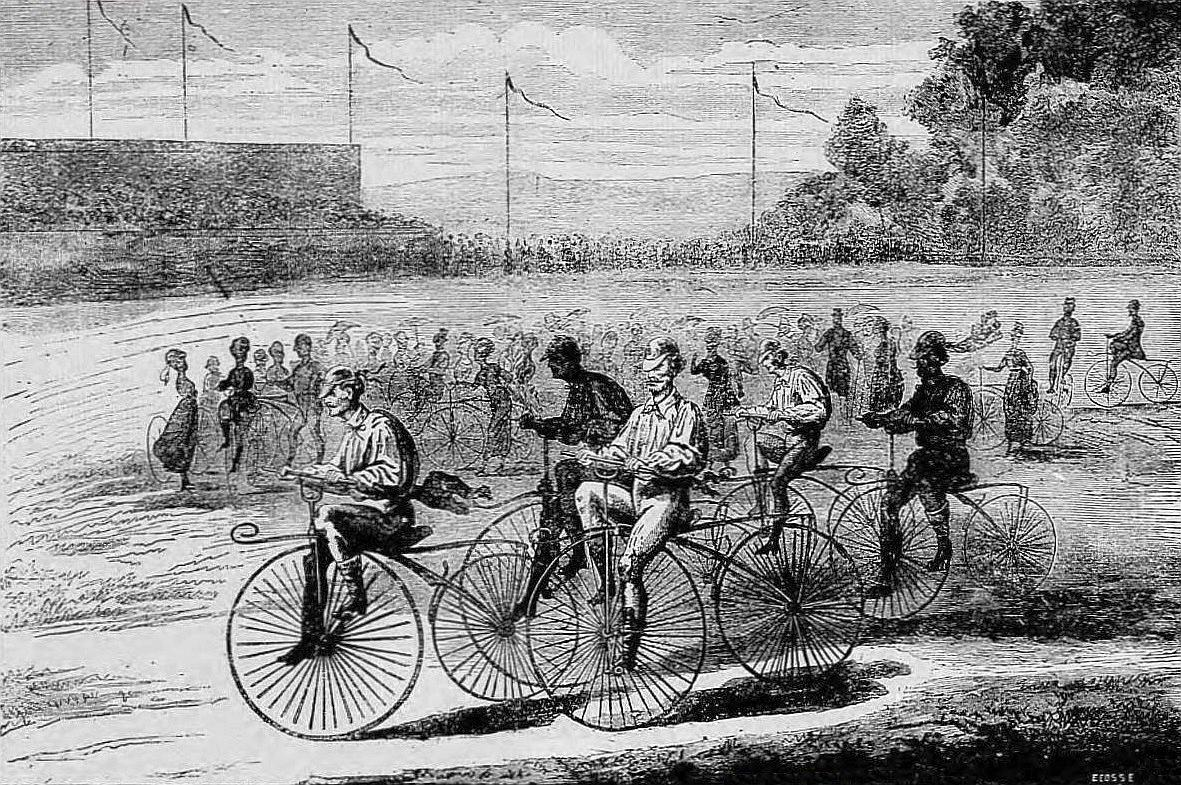
Une course française de vélocipèdes en 1869.

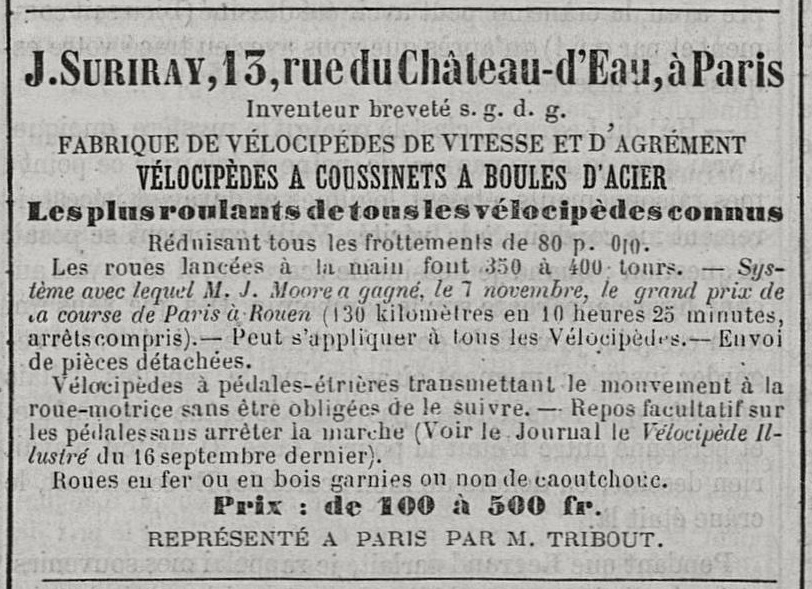
Réclame pour les vélocipèdes de Jules-Pierre Suriray, dans Le Vélocipède illustré no 68 du 6 janvier 1870.

Le Paris-Rouen est créé en 1869 par Le Vélocipède illustré, une revue bimensuelle fondée le 1er avril par Richard Lesclide, dit le Grand Jacques. Sa création est annoncée dans l'édition du 30 septembre 1869 de la revue. Elle est organisée par la Compagnie parisienne. L'objectif affiché de la course est de « démontrer que le bicycle autorise à parcourir des distances considérables avec une fatigue incomparablement moins grande que celle résultant de la marche. »
Le règlement de course, publié le 20 octobre, en fixe le parcours. Aux termes du règlement, « tous les vélocemen [sic] de France et de l'étranger sont invités à prendre part » ; de plus, « tous les vélocipèdes, tous les engins mécaniques mus par la force de l'homme, soit par son poids soit par l'action des pieds et des mains : monocycles, bicycles, tricycles, quadricycles ou polycycles [sic], sont admis au concours ». Le départ est donné place de l'Étoile à Paris ; quatre point de contrôles sont établis à Saint-Germain-en-Laye, Mantes-la-Jolie, Vernon et Louviers. Les cinq premiers arrivés reçoivent des prix de la Compagnie parisienne, la première place étant dotée de 1 000 francs.
Parmi les  202 inscrits officiellement auprès de la Compagnie parisienne et du Vélocipède illustré, 120 concurrents dont quatre dames prennent le départ de la course le dimanche 7 novembre à 7 h 30, devant plusieurs milliers de spectateurs,. Deux femmes courent jusqu'à Vernon et abandonnent.
34 cyclistes arrivés en 24 heures sont classés, parmi lesquels «Miss America », la seule femme, est arrivée 29e à 6 h 20 recevant un prix spécial accordé aux dames qui auraient fait le parcours dans le délai de 24 heures. L'Anglais James Moore, déjà vainqueur lors des premières courses organisées au parc de Saint-Cloud en 1868, est le premier arrivé. Il parcourt les 123 km en 10 h 45. Il court sur un vélocipède doté des innovations techniques les plus avancées à l'époque et fabriqué par Jules-Pierre Suriray, qui est le premier à tirer profit d'une course pour promouvoir ses engins, en publiant une réclame dans Le Vélocipède illustré dans les semaines suivantes.  

En 2010, Paris-Rouen est annulé.
En 2019, une reconstitution de l'édition de 1869 est organisée pour célébrer les 150 ans de la course.

## Palmarès
| Année             | Vainqueur                       | Deuxième                                | Troisième                               |
| ----------------- | ------------------------------- | --------------------------------------- | --------------------------------------- |
| 1869              | James Moore                     | André Castera et Jean Bobillier ex æquo | André Castera et Jean Bobillier ex æquo |
| 1870-1894         | non disputé                     | non disputé                             | non disputé                             |
| 1895              | Lucien Bouvet                   | Guignollot                              | Caron et Rayard (tandem)                |
| 1896              | Paul Bor                        | G. Quackebere                           | Burdet                                  |
| 1897              | non disputé ?                   | non disputé ?                           | non disputé ?                           |
| 1898              | Forestier                       | Labarbe                                 | Lloyd Hildebrand                        |
| 1899              | Lloyd Hildebrand                | Louis Trousselier                       | Claude Chapperon                        |
| 1900              | Ketterle                        | Raffolowitch                            | J. Bérard                               |
| 1901-1902         | non disputé ?                   | non disputé ?                           | non disputé ?                           |
| 1903 (1re course) | Paul Armbruster                 | Petit                                   | Henri Talibard                          |
| 1903 (2e course)  | Parent                          | Brion                                   | Milnet                                  |
| 1904-1905         | non disputé ?                   | non disputé ?                           | non disputé ?                           |
| 1906              | Georges Passerieu               | Marcel Cadolle                          | Philippe Leroux                         |
| 1907 (1re course) | Duclos                          | Delamarre                               | Buquet                                  |
| 1907 (2e course)  | Auguste Sabatier                | Octave Lapize                           | Louis Trousselier                       |
| 1908              | non disputé ?                   | non disputé ?                           | non disputé ?                           |
| 1909              | Galland                         |                                         |                                         |
| 1910-1911         | non disputé ?                   | non disputé ?                           | non disputé ?                           |
| 1912              | Georges Passerieu               | Alphonse Charpiot                       | Omer Beaugendre                         |
| 1913              | non disputé ?                   | non disputé ?                           | non disputé ?                           |
| 1914              | Charles Juseret                 | Daum                                    | Léon Parisot                            |
| 1915-1918         | non disputé ?                   | non disputé ?                           | non disputé ?                           |
| 1919              | J. Lapersonne                   | Granson                                 | Paul Trebis                             |
| 1920              | Georges Detreille               | Robert Grassin                          | M. Vialet                               |
| 1921              | Raoul Petouille                 | Albert Rodier                           | Georges Detreille                       |
| 1922              | Marcel Bidot                    | Roger Lacolle                           | André Leducq                            |
| 1923-1924         | non disputé                     | non disputé                             | non disputé                             |
| 1925              | Georges Wambst                  | André Leducq                            | Henri Sausin                            |
| 1926              | Octave Dayen                    | Ernest Neuhard                          | André Aumerle                           |
| 1927              | René Brossy                     | Pierre Ray                              | Lucien Ghiste                           |
| 1928              | René Brossy                     | Maurice Bourbon                         | Marcel Duc                              |
| 1929              | André Aumerle                   | Maurice Bourbon                         | Jean Duplessis                          |
| 1930              | Henri Bergerioux                | Aimé Trantoul                           | Albert Gabard                           |
| 1931              | Robert Rigaux                   | René Le Grevès                          | Philippe Bono                           |
| 1932              | Amédée Fournier                 | Paul Chocque                            | Lucien Weiss                            |
| 1933              | René Le Grevès                  | René Debenne                            | Pierre Jaminet                          |
| 1934 (1re course) | L. Megia                        | Marcel Blanchon                         | Jean Le Moing                           |
| 1934 (2e course)  | Raymond Bassier                 | R. Feather                              | A. Thiétard                             |
| 1935              | Raymond Passat                  | Marcel Étienne                          | Georges Haag                            |
| 1936              | Jacques Girard                  | Pierre Levert                           | Armand Legoubin                         |
| 1937 (1re course) | Roger Le Nizerhy                | Georges Chocque                         | Albert Carapezzi                        |
| 1937 (2e course)  | Galliano Pividori               | Camille Danguillaume                    | Émile Aragno                            |
| 1938 (1re course) | Lionel Talle                    | Paul Bouvy                              | Pierre Chazaud                          |
| 1938 (2e course)  | Henri Sessier                   | Marcel Perrot                           | Maxime Philoreau                        |
| 1939              | disputé mais résultat non connu | disputé mais résultat non connu         | disputé mais résultat non connu         |
| 1940              | non disputé                     | non disputé                             | non disputé                             |
| 1941              | André Brulé                     | Lucien Boda                             | Jean Robic                              |
| 1942              | Charles Van Lerberghe           | Paul Bouvy                              | André Mahé                              |
| 1943              | Georges Souliac                 | Lucien Maelfait                         | André Brulé                             |
| 1944              | André Chassang                  | Paul Bouvy                              | Roger Prévotal                          |
| 1945              | non disputé                     | non disputé                             | non disputé                             |
| 1946              | Jean Ferrand                    | René Lauk                               | Jean Launay                             |
| 1947              | Joseph Huguet                   | Pierre Rouchet                          | Dominique Forlini                       |
| 1948              | Maurice Monier                  | Léon Duau                               | Roger Huraux                            |
| 1949              | Alain Moineau                   | Albert Boyer                            | Jean Mazzoleni                          |
| 1950              | Roger Huraux                    | Roland Bezamat                          | Jean Petotot                            |
| 1951              | Jean Thaurin                    | Bernard Bourgeot                        | André Passot                            |
| 1952              | Jean Leullier                   | Roland Joassin                          | Jean Bellay                             |
| 1953              | Roland Graignic                 | Jean Brevet                             | Christian Fanuel                        |
| 1954              | Jean Hammerle                   | Pierre Brun                             | Jean-Marie Joubert                      |
| 1955              | René Bianchi                    | Serge David                             | Levannier                               |
| 1956              | André Le Dissez                 | Michel Vermeulin                        | Gérard Thiélin                          |
| 1957              | André Cloarec                   | Orphée Meneghini                        | Gérard Thiélin                          |
| 1958              | Claude Valdois                  | Lamy                                    | Arnaud Geyre                            |
| 1959              | Guy Claud                       | Joseph Boudon                           | Roland Lacombe                          |
| 1960              | non disputé                     | non disputé                             | non disputé                             |
| 1961              | Daniel Beaumont                 | Jean Arze                               | Max Sinoquet                            |
| 1962              | Jacques Cadiou                  | Pierre Jacquelot                        | Salmon                                  |
| 1963              | Pierre Campagnaro               | Jean-Paul Caffi                         | Jean-Pierre Foubert                     |
| 1964              | Désiré Letort                   | Michel Gœury                            | André Desvages                          |
| 1965              | Claude Guyot                    | André Bayssière                         | Daniel Salmon                           |
| 1966              | Jean-Louis Henocques            | Christian Martignene                    | Robert Bouloux                          |
| 1967              | Bernard Van Der Linde           | Daniel Gouverneur                       | Yves Ravaleu                            |
| 1968              | Daniel Ducreux                  | Bernard Espinasseau                     | Serge Poletto                           |
| 1969              | Régis Delépine                  | Daniel Proust                           | Patrice Testier                         |
| 1970              | Yves Hézard                     | Régis Ovion                             | Dave Rollinson (en)                     |
| 1971              | Dave Rollinson (en)             | Jean-Pierre Guitard                     | Giovanni Fusco                          |
| 1972              | Claude Aigueparses              | Jean-Pierre Guitard                     | André Corbeau                           |
| 1973              | non disputé                     | non disputé                             | non disputé                             |
| 1974              | Pierre Sonnet                   | Hubert Mathis                           | Hubert Arbès                            |
| 1975              | Rachel Dard (en)                | Éric Lalouette                          | Claude Behué                            |
| 1976              | Bernard Becaas                  | François Leveau                         | Alain Bizet                             |
| 1977              | Patrice Thévenard               | Philippe Durel                          | François Leveau                         |
| 1978              | Jean-Philippe Pipart            | Patrice Thévenard                       | Jean-Marie Paporé                       |
| 1979              | Christian Leduc                 | Marceau Pilon                           | Marc Madiot                             |
| 1980              | Jean-Paul Le Bris               | Walter Ricci                            | Jean-François Rault                     |
| 1981              | John Herety                     | Jean-Louis Barot                        | Thierry Arnaud                          |
| 1982              | Christophe Lavainne             | Philippe Saudé                          | Berto Vaccari                           |
| 1983              | Jean-Jacques Philipp            | Thierry Barrault                        | Rick Flood                              |
| 1984              | Éric Louvel                     | Philippe Quintin                        | Steven Cook                             |
| 1985              | Alex Stieda                     | Philippe Tesnière                       | Daniel Mahier                           |
| 1986              | Jean-François Laffillé          | Dan Frost                               | Philippe Bos                            |
| 1987              | Marc Seynaeve                   | Sylvain Bolay                           | Patrick Jérémie                         |
| 1988              | Hervé Desriac                   | Franck Alaphilippe                      | Fabrice Henry                           |
| 1989              | Marc Peronnin                   | José Marques                            | Gildas Yvinec                           |
| 1990              | Gérard Picard                   | Christophe Faudot                       | Jean-Jacques Philipp                    |
| 1991              | Hervé Henriet                   | Franck Morelle                          | Michel Lallouët                         |
| 1992              | Pascal Montier                  | P. Poisson                              | Pascal Galtier                          |
| 1993              | Claude Lamour                   | Bruno Huger                             | Stéphane Cueff                          |
| 1994-1995         | annulé                          | annulé                                  | annulé                                  |
| 1996              | Vincent Klaes                   | Erwan Jan                               | Olivier Perraudeau                      |
| 1997              | Sébastien Fouré                 | Serge Barbara                           | Hervé Henriet                           |
| 1998              | Jean-Philippe Yon               | Sébastien Fouré                         | Michel Lallouët                         |
| 1999              | Michel Lallouët                 | Jean-Philippe Yon                       | Artūras Trumpauskas                     |
| 2000              | Plamen Stoyanov                 | Benoît Farama                           | Miika Hietanen                          |
| 2001              | Stéphan Ravaleu                 | Nicolas Méret                           | Jean-Philippe Yon                       |
| 2002              | Nicolas Méret                   | Anthony Testa                           | Mickaël Leveau                          |
| 2003              | Rodolphe Parent                 | Franck Perque                           | Cédric Loué                             |
| 2004              | Nikolas Cotret                  | Charles Guilbert                        | Mickaël Leveau                          |
| 2005              | Franck Vermeulen                | Éric Kerloch                            | Christophe Masson                       |
| 2006              | Benoît Daeninck                 | Cédric Le Bris                          | Yauheni Hutarovich                      |
| 2007              | Cédric Jeanroch                 | Sébastien Harbonnier                    | Olivier Nari                            |
| 2008              | Cédric Le Bris                  | Niels Brouzes                           | Stéphane Rossetto                       |
| 2009              | Matthew King                    | Gaylord Cumont                          | Julien Barbier                          |
| 2010-2012         | annulé                          | annulé                                  | annulé                                  |